# Walthall County
Walthall County is een county in de Amerikaanse staat Mississippi.
De county heeft een landoppervlakte van 1.046 km² en telt 15.156 inwoners (volkstelling 2000). De hoofdplaats is Tylertown.

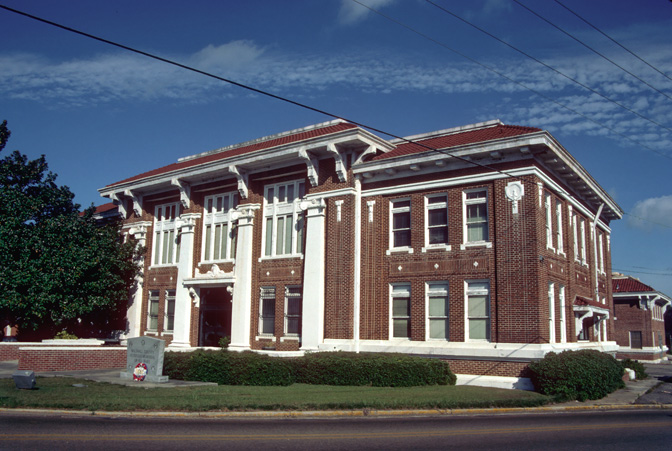
Walthall County Courthouse